# Список пусков ракет-носителей «Ангара»
На этой странице перечислены все пуски семейства российских унифицированных ракет-носителей «Ангара» начиная с первого пуска 09.07.2014.
Всего ракета-носитель «Ангара» в различных модификациях стартовала 10 раз, из которых 9 были полностью успешными (90 %).
ЛКИ (лётно-конструкторские испытания) космического ракетного комплекса «Ангара» на космодроме Плесецк начались в 2014 году. Первый пуск ракеты-носителя «Ангара-1.2» в штатной конфигурации состоялся 29 апреля 2022 года.
Красным цветом выделены неудачные запуски. Жирным выделены пилотируемые космические аппараты.
| Список пусков РН семейства «Ангара» | Список пусков РН семейства «Ангара» | Список пусков РН семейства «Ангара»       | Список пусков РН семейства «Ангара» | Список пусков РН семейства «Ангара»                                              | Список пусков РН семейства «Ангара» | Список пусков РН семейства «Ангара» | Список пусков РН семейства «Ангара» | Список пусков РН семейства «Ангара» | Список пусков РН семейства «Ангара»            | Список пусков РН семейства «Ангара» |
| №                                   | Дата, время, МСК | Модификация                               | Разгонный блок                      | Полезная нагрузка / Платформа                                                    | Космодром / Пусковая установка      | Предназначение | Заказчик                            | Результат, описание, примечания | Видео                                          | SCD/COSPAR                          |
| ЛКИ (2014—2024 годов)               | ЛКИ (2014—2024 годов) | ЛКИ (2014—2024 годов)                     | ЛКИ (2014—2024 годов)               | ЛКИ (2014—2024 годов)                                                            | ЛКИ (2014—2024 годов)               | ЛКИ (2014—2024 годов) | ЛКИ (2014—2024 годов)               | ЛКИ (2014—2024 годов) | ЛКИ (2014—2024 годов)                          | ЛКИ (2014—2024 годов)               |
| 2014 год                            | 2014 год | 2014 год                                  | 2014 год                            | 2014 год                                                                         | 2014 год                            | 2014 год | 2014 год                            | 2014 год | 2014 год                                       | 2014 год                            |
| ----------------------------------- | --- | ----------------------------------------- | ----------------------------------- | -------------------------------------------------------------------------------- | ----------------------------------- | --- | ----------------------------------- | --- | ---------------------------------------------- | ----------------------------------- |
| 1                                   | 09.07.2014, 16:00:00 | Ангара-1.2ПП                              | нет                                 | Неотделяемый габаритно-весовой макет                                             | Плесецк / 35/1                      | ЛКИ с целью проверки функционирования составных частей ракетного комплекса «Ангара», отработки бортовых систем и эксплуатационной документации               | Министерство обороны РФ             | Успех | Пуск                                           |                                     |
| 1                                   | Испытательный запуск в нештатной конфигурации по суборбитальной траектории. |                                           |                                     |                                                                                  |                                     | |                                     | |                                                |                                     |
| 2                                   | 23.12.2014, 8ː57ː00 | Ангара-А5.1Л (1Л — первое лётное изделие) | «Бриз-М»                            | Неотделяемый от РБ «Бриз-М» габаритно-массовый макет спутника                    | Плесецк / 35/1                      | ЛКИ | Министерство обороны РФ             | Успех. | Вывоз Установка Анимация Пуск Пуск (HD)        |                                     |
| 2                                   | Масса РН составила примерно 768 тонн, масса макета полезной нагрузки — 2,04 тонны. Отделение ступеней и сброс головного обтекателя прошли расчётно (первая ступень упала на территории ракетного полигона «Вуктыл» в Республике Коми, вторая — ракетного полигона «Колпа́шево» в Томской области, третья — в акватории Филиппинского моря). Через 12 минут с момента старта орбитальный блок (разгонный блок «Бриз-М» и неотделяемый от него габаритно-массовый макет полезной нагрузки) отделился от третьей ступени. После нескольких коррекций орбиты РБ «Бриз-М» по типовой «9-часовой» трёхимпульсной схеме с четырьмя включениями маршевого двигателя вывел габаритно-массовый макет на геостационарную орбиту высотой 35,8 тыс. км, макет при этом от разгонного блока не отделялся. После выполнения основной задачи разгонный блок с макетом спутника был уведён на орбиту захоронения. |                                           |                                     |                                                                                  |                                     | |                                     | |                                                |                                     |
| 2020 год                            | |                                           |                                     |                                                                                  |                                     | |                                     | |                                                |                                     |
| 3                                   | 14.12.2020, 8:50ː00 | Ангара-А5.2Л                              | «Бриз-М»                            | Габаритно-весовой макет космического аппарата                                    | Плесецк / 35/1                      | ЛКИ (на предмет совместимости РБ с ракетой-носителем) | Министерство обороны РФ             | Успех. | Пуск Репортаж телеканала Звезда                |                                     |
| 3                                   | Первоначально запланированный на первое полугодие 2016 года, в результате многочисленных переносов срока (по причине затянувшейся передачи производства из Москвы в Омск) запуск состоялся 14 декабря 2020 года; через 12 минут 28 секунд после старта от третьей ступени носителя отделился орбитальный блок (разгонный блок «Бриз-М» и неотделяемый от него габаритно-массовый макет полезной нагрузки). |                                           |                                     |                                                                                  |                                     | |                                     | |                                                |                                     |
| 2021 год                            | |                                           |                                     |                                                                                  |                                     | |                                     | |                                                |                                     |
| 4                                   | 27.12.2021, 22:00ː01 | Ангара-А5.3Л                              | «Персей» (14С48)                    | Габаритно-весовой макет космического аппарата                                    | Плесецк / 35/1                      | ЛКИ (включая испытания нового РБ) | Министерство обороны РФ             | Успешный запуск ракеты и неуспешная отработка разгонного блока. |                                                |                                     |
| 4                                   | После успешного старта и отработки ступеней ракеты, разгонный блок и габаритно-весовой макет (ГВМ) были выведены на низкую околоземную орбиту. О результатах испытания разгонного блока официально не сообщалось (планировался переход на геостационарную орбиту в течение последующих 9 часов). По данным NORAD, разгонный блок и ГВМ остались на низкой орбите (180×200 км), при этом было зафиксировано отделение от них трёх небольших фрагментов. Сход связки разгонного блока и ГВМ с орбиты произошёл 6 января 2022 года над Тихим океаном. |                                           |                                     |                                                                                  |                                     | |                                     | |                                                |                                     |
| 2022 год                            | |                                           |                                     |                                                                                  |                                     | |                                     | |                                                |                                     |
| 5                                   | 29.04.2022, 22:55:23 | Ангара-1.2                                |                                     | Космос-2555                                                                      | Плесецк / 35/1                      | Запуск спутника | Министерство обороны РФ             | Успех. Первый запуск ракеты в штатной конфигурации | Вывоз Пуск                                     | 52330/2022-044A                     |
| 6                                   | 15.10.2022, 22:55:15 | Ангара-1.2                                |                                     | Космос-2560                                                                      | Плесецк / 35/1                      | Запуск спутника | Министерство обороны РФ             | Успех. Последний запуск по программе лётных испытаний лёгкого носителя семейства «Ангара» | Репортаж Пуск                                  | 54050/2022-135A                     |
| 2024 год                            | |                                           |                                     |                                                                                  |                                     | |                                     | |                                                |                                     |
| 7                                   | 11.04.2024, 12:00:00 | Ангара-А5                                 | «Орион» (14C48)                     | Запуск массогабаритного макета на ГСО, попутно на НОО отделён кубсат «Гагаринец» | Восточный / 1А                      | ЛКИ космического ракетного комплекса «Амур» в составе ракеты-носителя Ангара А5 и стартового комплекса на космодроме «Восточный». Испытания РБ 14C48 «Орион» | Министерство обороны РФ             | Успех. Успешный запуск с третьей попытки. Малый спутник «Гагаринец» выведен на низкую околоземную орбиту. Испытательная полезная нагрузка доставлена на геостационарную орбиту, далее вместе с разгонным блоком «Орион» она будет уведена на орбиту хранения. | Трансляция Попытка № 1 Попытка № 2 Попытка № 3 |                                     |
| 8                                   | 17.09.2024, 10:00 | Ангара-1.2                                |                                     | Космос-2577 Космос-2578                                                          | Плесецк / 35/1                      | Запуск разведывательных спутников в интересах Министерства обороны РФ                                                                                        | Министерство обороны РФ             | Успех |                                                |                                     |
| 2025 год                            | |                                           |                                     |                                                                                  |                                     | |                                     | |                                                |                                     |
| 9                                   | 16.03.2025, 13:50 | Ангара-1.2                                |                                     | Космос-2585 Космос-2586 Космос-2587                                              | Плесецк / 35/1                      | Запуск в интересах Министерства обороны РФ | Министерство обороны РФ             | Успех |                                                |                                     |
| 10                                  | 19.06.2025 | Ангара-А5                                 |                                     | Космос-2589, Космос-2590                                                         | Плесецк / 35/1                      | Запуск в интересах Министерства обороны РФ | Министерство обороны РФ             | Успех |                                                |                                     |

### Пуски по модификациям ракет-носителей
| Ракета-носитель | Число стартов | Неудачи | Примечания |
| --------------- | ------------- | ------- | --- |
| Ангара-1.1      | 0             | 0       | Снята с производства. |
| Ангара-1.2ПП    | 1             | 0       | Нештатная конфигурация носителя «Ангара-1.2» с УРМ-2 в качестве второй ступени, запущенная по суборбитальной траектории для лётной отработки УРМ-1 и УРМ-2. |
| Ангара-1.2      | 4             | 0       | |
| Ангара-А3       | 0             | 0       | Разработка прекращена. |
| Ангара-А5 (ЛКИ) | 3             | 0       | Лётно-конструкторские испытания |
| Ангара-А5       | 2             | 0       | |
| Ангара-А5М      | 0             | 0       | В разработке. |
| Ангара-А5В      | 0             | 0       | В разработке. |
| Всего           | 10            | 0       | |

| Пуски по космодромам | Пуски по космодромам | Пуски по космодромам | Пуски по космодромам | Пуски по космодромам |
| Космодром            | Площадка             |                      | Количество           |                      |
| -------------------- | -------------------- | -------------------- | -------------------- | -------------------- |
| Плесецк              | 35                   |                      | 9                    |                      |
| Восточный            | 1А                   |                      | 1                    |                      |